# Amecatipa
Amecatipa är en ort i Mexiko.   Den ligger i kommunen Benito Juárez och delstaten Veracruz, i den sydöstra delen av landet, 180 km nordost om huvudstaden Mexico City. Amecatipa ligger 243 meter över havet och antalet invånare är 322.
Terrängen runt Amecatipa är huvudsakligen kuperad, men österut är den platt. Runt Amecatipa är det ganska tätbefolkat, med 96 invånare per kvadratkilometer. Närmaste större samhälle är Benito Juárez, 16,9 km nordväst om Amecatipa. Trakten runt Amecatipa består till största delen av jordbruksmark.